# Adventure Island 3
Adventure Island 3 es el tercer juego de la serie Adventure Island desarrollado por Hudson Soft para la Nintendo Entertainment System.

## Historia
Secuela del Adventure Island II, esta vez, el personaje debe salvar a su novia que fue secuestrada por aliens. Toda la acción se desarrolla en una sola enorme isla. Cada etapa o mundo tiene su jefe. El juego es muy parecido al anterior, sólo que se agregan ítems nuevos y los enemigos no son tan similares. Los jefes aparecen en el último nivel de cada etapa. En este juego hay tres nuevos ítems que faltaron en su predecesor, uno es el Dinosaurio Verde, que tiene la habilidad de rodar sobre sí mismo, y no se hunde en las arenas movedizas (su símbolo es una estrella), otro ítem nuevo es el Boomerang, así como también han agregado un ítem de invencibilidad (el Cristal de Invencibilidad), que tiene la forma de un diamante bipiramidal; al usarlo sólo puede derrotar a un enemigo, después desaparece. En Game Boy, el Adventure Island II es casi idéntico a este juego, pero en su versión japonesa es nombrado como la tercera entrega; el Adventure Island original de NES nunca apareció en Game Boy.

## Isla/Etapas

### Etapa 1
- Dificultad: 1/10
- Descripción: Completamente fácil debido a que es el comienzo; lo ideal es juntar la mayor cantidad de hachas, bumeranes y dinosaurios. Aquí el jefe es una especie de escarabajo. La pelea es en una especie de cueva bajo la arena del desierto.
- Niveles:
  - Niveles Principales: Una playa, una cueva con lava, un bosque, un lago y otra playa con precipicios al otro lado del lago.
  - Niveles del atajo: Otro lago y una tierra de nubes.
  - Nivel final: Desierto.
- Jefe: Hormiga León.

### Etapa 2
- Dificultad: 2/10.
- Descripción: Casi la misma dificultad que la anterior. Aquí el jefe es una enorme planta con tres flores. La pelea se da dentro de una planta gigante. Se puede saltar esta etapa.
- Niveles:
  - Niveles Principales: Una cueva, una playa montañosa, una cueva de hielo, plataformas de nubes y una cascada.
  - Niveles del atajo: Un bosque y un lago.
  - Nivel final: Bosque de helechos gigantes en medio del lodo fangoso.
- Jefe: Flores de la Maldad.

### Etapa 3
- Dificultad: 3/10
- Descripción: Aquí, la dificultad sube algo. Aquí el jefe es una salamandra de fuego. La pelea se da en una cueva con lava.
- Niveles:
  - Niveles Principales: Un bosque, una cueva de hielo, una cascada, un lago y un desierto nocturno.
  - Niveles del atajo: Una torre de nubes y una playa.
  - Nivel final: Pozo de lava para escalar.
- Jefe: Salamandra.

### Etapa 4
- Dificultad: 5/10.
- Descripción: En este nivel, la dificultad se extiende un poco más de lo que parece. Aquí el jefe es una especie de cocodrilo. La pelea se da dentro de un barco hundido en el mar.
- Niveles:
  - Niveles Principales: Una playa, un bosque, un desierto, el interior de una pirámide egipcia y un estrecho (pequeño lago). Ésta es la entrada al barco sumergido.
  - Niveles del atajo: Otro bosque y una tierra de nubes.
  - Nivel final: Barco hundido.

- Jefe: Caimán Blindado.

### Etapa 5
- Dificultad: 6/10.

- Descripción: Esta etapa es algo más complicada de lo normal. Aquí el jefe es el esqueleto de un monstruo. La pelea se da dentro de una cueva, sobre el esqueleto de un gigantesco dinosaurio. Esta etapa se la puede saltar.
- Niveles:
  - Niveles Principales: Una cueva, una cascada, una playa, un bosque y otra cueva de lava pero más larga.
  - Niveles del atajo: Un lago y un desierto congelado.
  - Nivel final: El esqueleto de un gigantesco dinosaurio.
- Jefe: Horror de Huesos.

### Etapa 6
- Dificultad: 8/10
- Descripción: Esta etapa está casi toda congelada. Es complicada del todo. Aquí el jefe es un cangrejo azul. La pelea se da dentro de un iceberg gigante. Esta etapa también se la puede saltar.
- Niveles:
  - Niveles Principales: Puentes de huesos fósiles (ésta es la salida del anterior nivel), una cueva congelada, 2 desiertos congelados y un bosque.
  - Niveles del atajo: Una cueva mixta (de lava y de hielo), y una cascada.
  - Nivel final: Una cueva congelada pero más larga y difícil.
- Jefe: Cangrejo de Hielo.

### Etapa 7
- Dificultad: 9/10
- Descripción: Casi complicado. Aquí el jefe es una mariposa gigante. La pelea se da en el cielo.
- Niveles:
  - Niveles Principales: Un lago, un bosque, un volcán, un bosque con ríos de lodo fangoso y una cueva con agua.
  - Niveles del atajo: Una playa y una cascada.
  - Nivel final: Una tierra de nubes negras y tormentosas.
- Jefe: Polilla de la Perdición.

### Etapa 8 (Último mundo)
- Dificultad: 10/10.
- Descripción: La etapa más difícil. Aquí el jefe final es, primero la nave espacial y luego el alien que sale de adentro.
- Niveles:
  - Niveles Principales: Un volcán, un bosque, una cueva húmeda, una playa y un lago.
  - Niveles del atajo: Una cueva ardiente y otra playa más complicada.
  - Nivel final: Volcanes de erupción doble.
- Jefes: Astronave Alienígena (Fase 1); Alienígenas (Fase 2).

## Huevos
Al igual que en la anterior entrega aparecen éstos durante el recorrido de la pantalla, visibles u ocultos. Los huevos pueden contener los siguientes beneficios:
- Un hacha, si el personaje ya tiene este en uso aparece una patineta que otorga más velocidad, y si también tiene este último, una flor de 1000 puntos de valor.
- Un bumerán, que a diferencia de las hachas, éste puede romper rocas y otros objetos que el hacha no puede eliminar. Aparece con menos frecuencia que el hacha.

- Un dinosaurio, cualquiera de los 5 ya conocidos.
- Un hada madrina, que otorga inmunidad al personaje por un periodo de tiempo pero ya no velocidad como en la anterior entrega del juego.
- Pollo, o Leche, dan 1000 puntos de valor en lugar de 2000 pero igualmente recargan energía al máximo. Pueden estar dentro de huevos visibles u ocultos.
- Una llave. Esta sólo aparece en los huevos ocultos que se los puede descubrir disparando al vacío, y exactamente en las áreas donde desaparezcan los disparos y suenen inhabitualmente, se da un salto para que aparezcan éstos. Al tomar la llave aparece por debajo una nube que eleva al personaje hacia arriba a un nivel especial o a una habitación premiada. En los niveles de cascada pueden crear un agujero en medio de la caída del agua y se debe entrar en él para ingresar a los bonus o recoger los premios. Los bonus son los siguientes:
- Un nivel formado por resortes qué trasladan al personaje hacia la derecha, si este cae fuera del resorte vuelve al nivel regular. Y si se completa el bonus sin olvidar ni omitir algún dinosaurio o fruta, se gana el Cristal de Invencibilidad. De éste nivel hay 2 tipos: Uno que tiene resortes casi contiguos y a la misma distancia, tiene un bumerán, y más adelante 2 dinosaurios: el fucsia y el azul. Y otro que es más difícil, que contiene resortes muy altos y a grandes distancias, entre éstos se encuentra un hacha y 2 dinosaurios: el rojo y el verde. Ambos tipos pueden ser diurno o nocturno y estrellado.
- Un nivel en donde el personaje tiene que saltar sobre las olas surfeando con una tabla. Al tomar la tabla automáticamente se duplica el dinosaurio sobre el que se puede estar montado y se acumula en el arsenal aunque se pierda en éste nivel. Al finalizarlo con éxito y sin dejar rastro de frutas igualmente se gana un cristal.
- Una habitación para poder pasar a los niveles cortos de atajo (Skip). Para continuar con el nivel y no saltar se puede salir por el lado izquierdo (Exit). En la parte superior se encuentra una casilla con el Cristal de Invencibilidad dentro pero para tomarlo se debe contar con un número impar de frutas acumuladas, si se tiene un número par de ellas será imposible tomar dicho cristal y éste queda encerrado. También puede contener sólo frutas, o 3 dinosaurios a elegir. Se los puede tomar todos ya que éstos afortunadamente son acumulables y no desaparecen como las frutas después de unos segundos.
- Una habitación con un gran dinosaurio violeta que ofrece 3 huevos. Sólo se puede escoger uno. Sin basarse en las necesidades del personaje y al azar puede tocar desde una simple fruta hasta 3 vidas, dinosaurios o energía máxima. Si se pierde en el nivel donde se encuentre éste huevo y se lo vuelve a jugar, no desaparece. Se puede ir repitiendo el nivel y volviendo a tomar este mismo huevo varias veces para ir consiguiendo más premios, aunque tratando de no llegar a 0 vidas restantes.
- Una habitación donde atiende un Pterodáctilo rojo que da la opción de transportarte a la siguiente etapa sólo dirigiéndose al lado derecho (Sí) y al lado izquierdo (No). Aparece en las etapas 2, 5 y 6.

- Reloj mágico, también se encuentra dentro de huevos ocultos. Funciona de manera similar al hada madrina pero los enemigos no desaparecen al impactar con el personaje, sino que se petrifican y no hacen ningún daño al personaje. Es decir, se detiene el tiempo por unos instantes.

Al acabar un nivel ya no aparece una ronda de 8 huevos como en la segunda entrega sino directamente pasa al siguiente nivel. Para omitir niveles y llegar más rápido al principal existen también otras formas no solamente tratando de encontrar llaves, sino ir perforando paredes bajo los puentes en los niveles de cuevas de lava y entrándose en esos agujeros (siempre montado sobre un dinosaurio rojo o de lo contrario es imposible). El nivel 6-5 de la Etapa 6 también cuenta con una pared perforable y adentro se encuentra una habitación con huevos premiados. Igualmente se puede encontrar un cofre de tesoro en el cielo en el nivel 4-B. El primer nivel de la Etapa 7 también tiene una pequeña cueva oculta premiada.
Al igual que en Adventure Island II puede también tocar huevos perjudiciales con la berenjena venenosa que quita energía y puede matar al personaje si no se va tomando frutas antes de tiempo. Y si durante el recorrido aparecen flores fuera de un huevo y que no se los pueden tomar indican que al pasárselos vendrán mapaches súper veloces. Si se les logra matar por detrás antes de que escapen aparecerán controles de NES que valen 1000 puntos. Es más fácil hacerlo con el Triceratops (Dinosaurio verde) mientras se esprinta o corre. Pero si se les mata a los mapaches antes de que lleguen al centro de la pantalla no aparecerá ningún control más adelante.
En ésta entrega ya no existe la Abeja Hudson pues si se pierden todas las vidas, al continuar el juego siguen intactos todos los ítems coleccionados, tanto las hachas y los bumeranes como los dinosaurios y los cristales, sin que sea tampoco necesario pulsar combinaciones de teclas.